# علي سلمان راضي
علي سلمان راضي وهو سياسي عراقي شغل منصب عضو في الجمعية الوطنية الانتقالية المؤقتة عامي 2004 و2005، وشغل منصب عضو في اللجنة الأمنية والدفاعية في الجمعية.